# Contea di Waldo
La contea di Waldo, in inglese Waldo County, è una contea dello Stato del Maine, negli Stati Uniti. La popolazione al censimento del 2000 era di 36 280 abitanti. Il capoluogo di contea è Belfast.

## Geografia fisica
La contea si trova nella parte centro-meridionale del Maine. L'U.S. Census Bureau certifica che l'estensione della contea è di 2209 km², di cui 1890 km² composti da terra e i rimanenti 319 km² composti di acqua.
Il territorio è composto da una regione costiera e diverse isole nell'Oceano Atlantico.

### Contee confinanti
- Contea di Penobscot - nord-est
- Contea di Hancock - est
- Contea di Knox - sud
- Contea di Lincoln - sud-ovest
- Contea di Kennebec - ovest
- Contea di Somerset - nord-ovest

## Storia
La contea fu creata nel 1827 da parte della contea di Hancock e deve il suo nome a Samuel Waldo.

## Comuni
- Belfast (capoluogo) - city
- Belmont - town
- Brooks - town
- Burnham - town
- Frankfort - town
- Freedom - town
- Islesboro - town
- Jackson - town
- Knox - town
- Liberty - town
- Lincolnville - town
- Monroe - town
- Montville - town
- Morrill - town
- Northport - town
- Palermo - town
- Prospect - town
- Searsmont - town
- Searsport - town
- Stockton Springs - town
- Swanville - town
- Thorndike - town
- Troy - town
- Unity - town
- Waldo - town
- Winterport - town